# Trambly
Trambly (Trambi en charolais) est une commune française située dans le département de Saône-et-Loire, en région Bourgogne-Franche-Comté.

## Géographie
Elle est située à 30 km à l'ouest de Mâcon, à proximité de :
- Cluny (abbaye) ;
- Matour (camping) ;
- Dompierre-les-Ormes (camping quatre étoiles avec piscines, village de chalets avec piscine, gîtes ruraux...) et de ses sites touristiques (Arboretum de Pézanin, Lab 71).

### Climat
Pour des articles plus généraux, voir Climat de la Bourgogne-Franche-Comté et Climat de Saône-et-Loire.
En 2010, le climat de la commune est de type climat océanique dégradé des plaines du Centre et du Nord, selon une étude du Centre national de la recherche scientifique s'appuyant sur une série de données couvrant la période 1971-2000. En 2020, Météo-France publie une typologie des climats de la France métropolitaine dans laquelle la commune est exposée à un climat de montagne ou de marges de montagne et est dans la région climatique Centre et contreforts nord du Massif Central, caractérisée par un air sec en été et un bon ensoleillement.
Pour la période 1971-2000, la température annuelle moyenne est de 10,6 °C, avec une amplitude thermique annuelle de 17,4 °C. Le cumul annuel moyen de précipitations est de 914 mm, avec 11,5 jours de précipitations en janvier et 7,8 jours en juillet. Pour la période 1991-2020, la température moyenne annuelle observée sur la station météorologique de Météo-France la plus proche, « Matour_sapc », sur la commune de Matour à 4 km à vol d'oiseau, est de 11,0 °C et le cumul annuel moyen de précipitations est de 1 029,8 mm. 
La température maximale relevée sur cette station est de 39 °C, atteinte le 24 juillet 2019 ; la température minimale est de −16,4 °C, atteinte le 5 février 2012,,.
Les paramètres climatiques de la commune ont été estimés pour le milieu du siècle (2041-2070) selon différents scénarios d'émission de gaz à effet de serre à partir des nouvelles projections climatiques de référence DRIAS-2020. Ils sont consultables sur un site dédié publié par Météo-France en novembre 2022.

## Urbanisme

### Typologie
Au 1er janvier 2024, Trambly est catégorisée commune rurale à habitat dispersé, selon la nouvelle grille communale de densité à sept niveaux définie par l'Insee en 2022.
Elle est située hors unité urbaine et hors attraction des villes,.

### Occupation des sols
L'occupation des sols de la commune, telle qu'elle ressort de la base de données européenne d’occupation biophysique des sols Corine Land Cover (CLC), est marquée par l'importance des territoires agricoles (72,9 % en 2018), une proportion identique à celle de 1990 (72,9 %). La répartition détaillée en 2018 est la suivante : prairies (66,7 %), forêts (27,1 %), zones agricoles hétérogènes (6,2 %). L'évolution de l’occupation des sols de la commune et de ses infrastructures peut être observée sur les différentes représentations cartographiques du territoire : la carte de Cassini (XVIIIe siècle), la carte d'état-major (1820-1866) et les cartes ou photos aériennes de l'IGN pour la période actuelle (1950 à aujourd'hui).

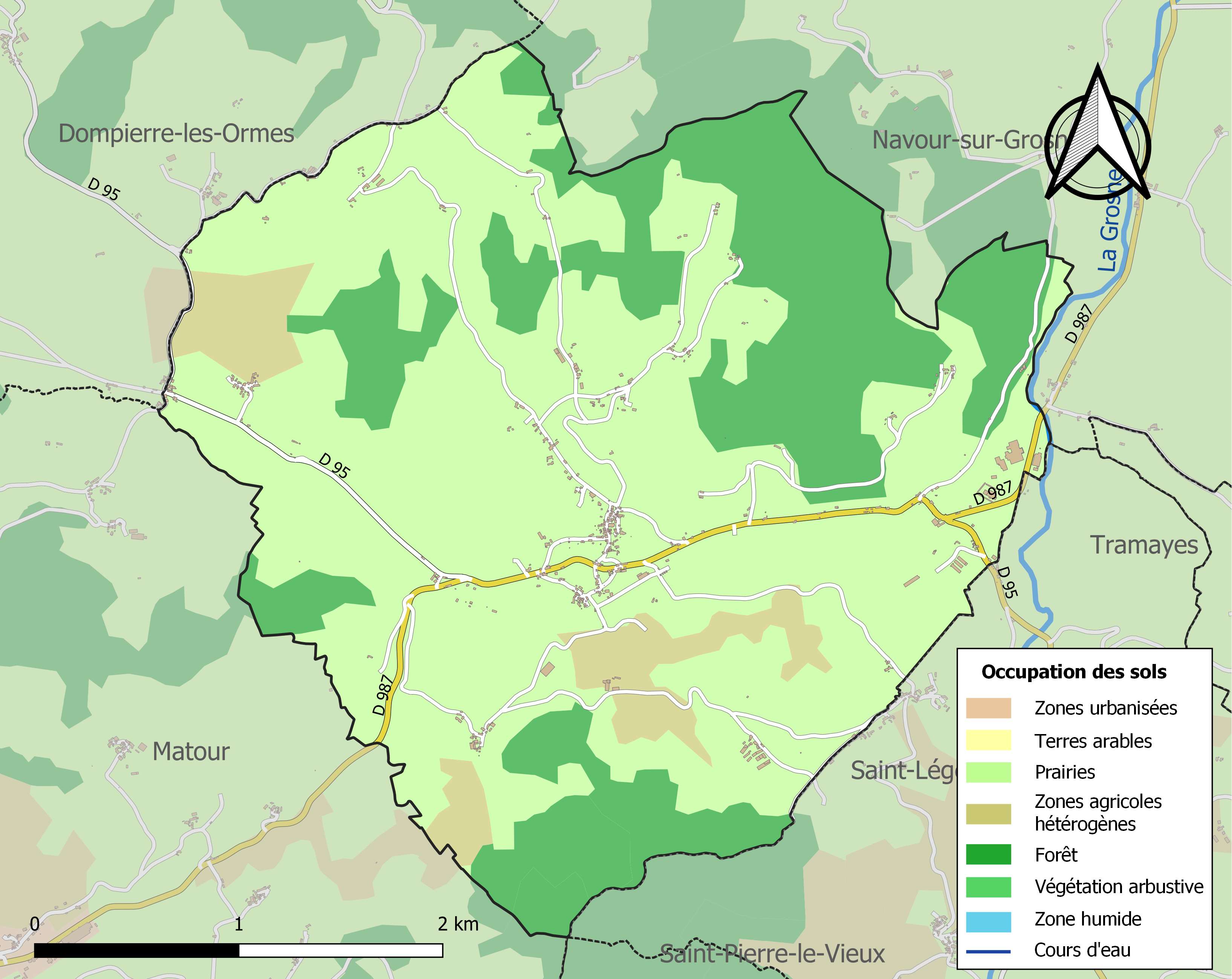
Carte des infrastructures et de l'occupation des sols de la commune en 2018 (CLC).

## Toponymie

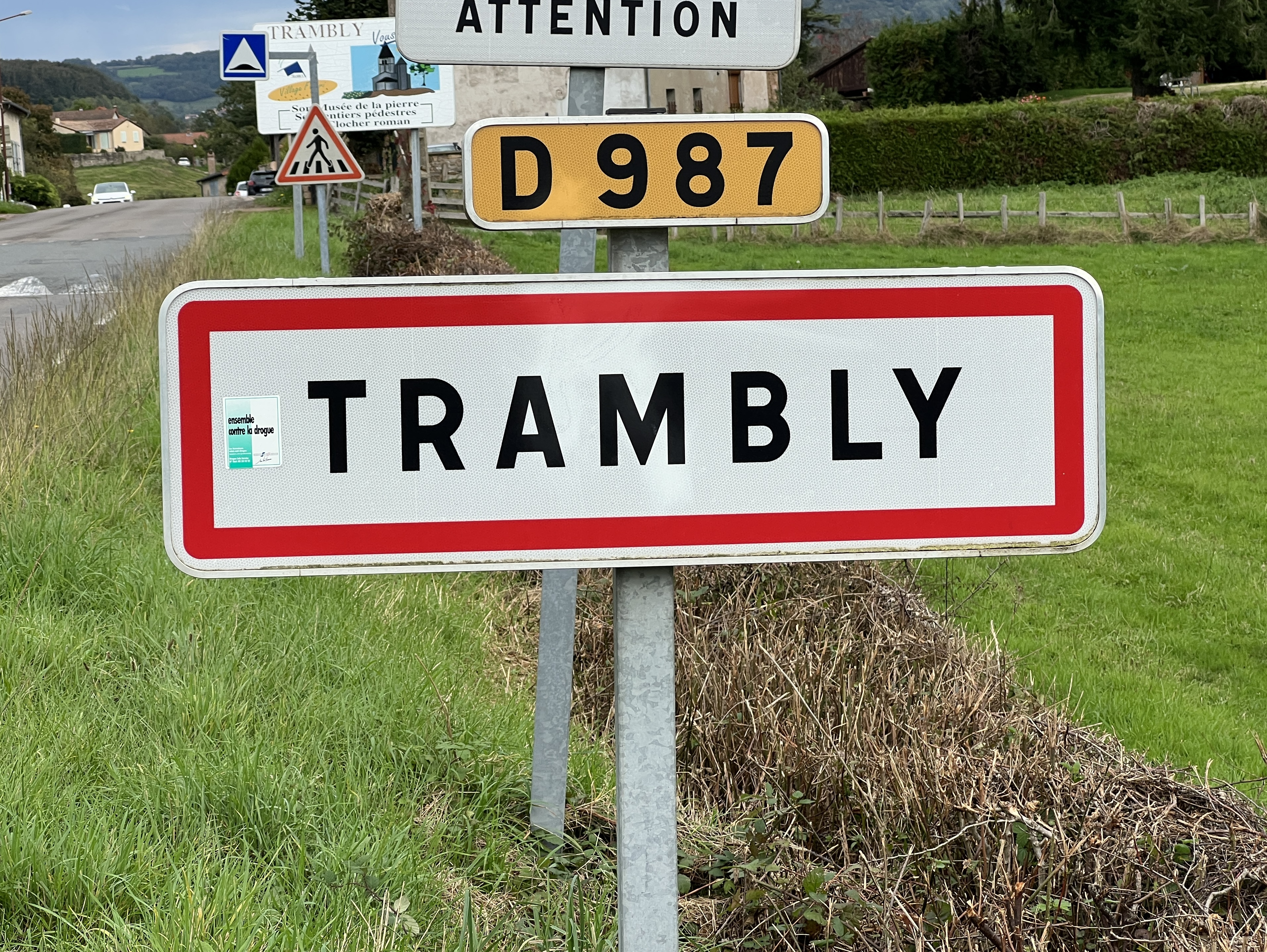
Panneau à l'entrée du village.

L'origine du nom vient du fait que la commune était auparavant entourée par des forêts de trembles.

## Histoire
La paroisse est citée dans les chartes de Cluny dès la fin du Xe siècle. De la collation du diocèse de Mâcon, elle est d’abord recensée sous le vocable de Notre-Dame de l’Assomption. Mais, après avoir appartenu à l’archiprêtré du Rousset, elle fut rattachée au XVIIe siècle à celui du Mont-de-France.

## Politique et administration

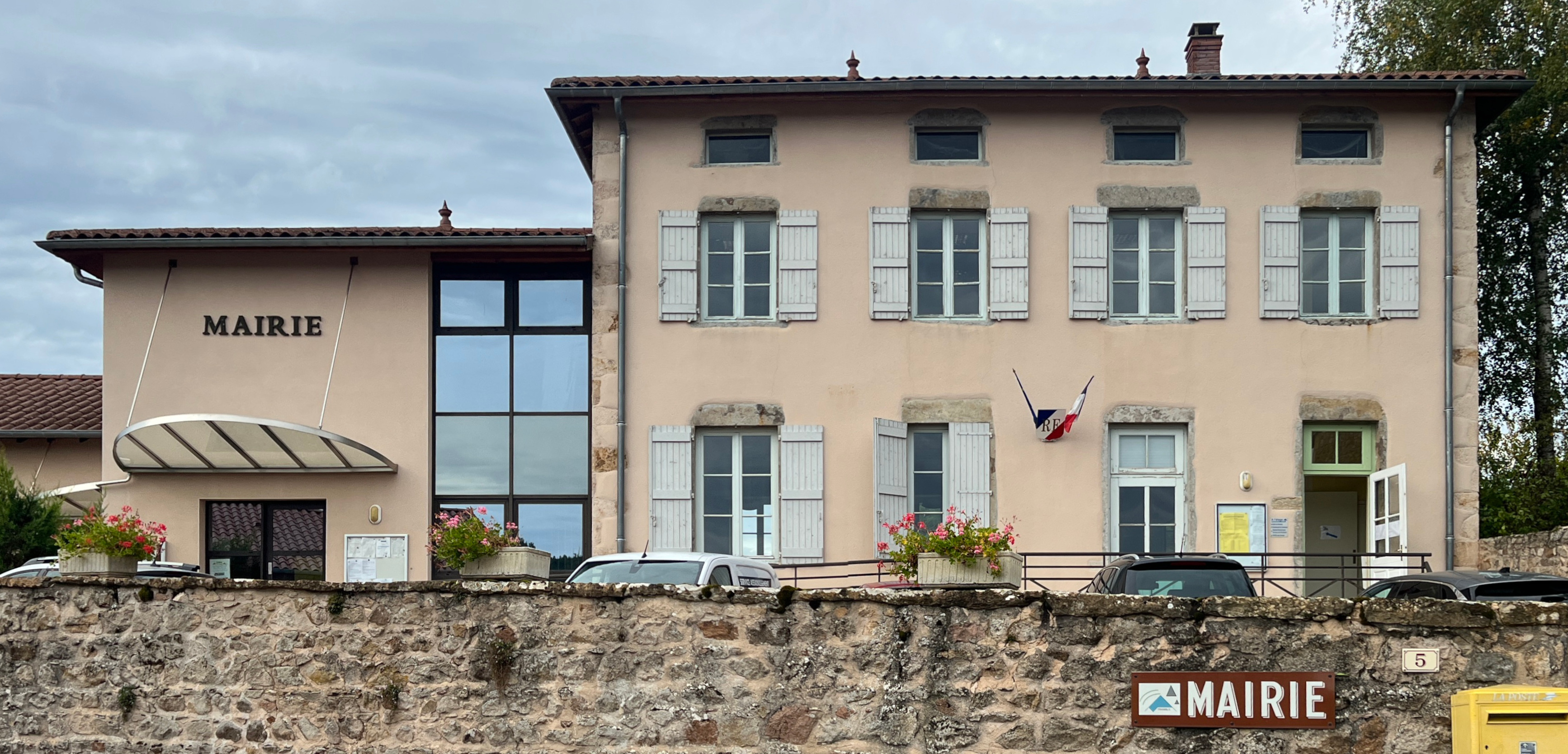
La mairie.

| Période                                  | Période   | Identité          | Étiquette | Qualité                                |
| ---------------------------------------- | --------- | ----------------- | --------- | -------------------------------------- |
|                                          | mars 1989 | M. Aubague        |           |                                        |
| mars 1989                                | en cours  | Jean-Paul Aubague | UMP-DVD   | Président de la communauté de communes |
| Les données manquantes sont à compléter. |           |                   |           |                                        |

## Démographie
L'évolution du nombre d'habitants est connue à travers les recensements de la population effectués dans la commune depuis 1793. Pour les communes de moins de 10 000 habitants, une enquête de recensement portant sur toute la population est réalisée tous les cinq ans, les populations de référence des années intermédiaires étant quant à elles estimées par interpolation ou extrapolation. Pour la commune, le premier recensement exhaustif entrant dans le cadre du nouveau dispositif a été réalisé en 2005.

En 2022, la commune comptait 398 habitants, en évolution de −0,25 % par rapport à 2016 (Saône-et-Loire : −1,06 %, France hors Mayotte : +2,11 %).
| 1793 | 1800 | 1806 | 1821 | 1831 | 1836 | 1841 | 1846  | 1851  |
| ---- | ---- | ---- | ---- | ---- | ---- | ---- | ----- | ----- |
| 810  | 629  | 700  | 666  | 703  | 944  | 993  | 1 050 | 1 070 |

| 1856  | 1861  | 1866  | 1872 | 1876 | 1881 | 1886 | 1891 | 1896 |
| ----- | ----- | ----- | ---- | ---- | ---- | ---- | ---- | ---- |
| 1 078 | 1 060 | 1 032 | 950  | 923  | 901  | 897  | 913  | 816  |

| 1901 | 1906 | 1911 | 1921 | 1926 | 1931 | 1936 | 1946 | 1954 |
| ---- | ---- | ---- | ---- | ---- | ---- | ---- | ---- | ---- |
| 779  | 745  | 726  | 629  | 595  | 582  | 584  | 509  | 503  |

| 1962 | 1968 | 1975 | 1982 | 1990 | 1999 | 2005 | 2006 | 2010 |
| ---- | ---- | ---- | ---- | ---- | ---- | ---- | ---- | ---- |
| 508  | 476  | 356  | 339  | 344  | 374  | 381  | 385  | 401  |

| 2015 | 2020 | 2022 | - | - | - | - | - | - |
| ---- | ---- | ---- | - | - | - | - | - | - |
| 395  | 407  | 398  | - | - | - | - | - | - |

## Vie locale

### Culte
Trambly est le siège de l'une des sept paroisses composant le doyenné du Mâconnais (doyenné relevant du diocèse d'Autun, Chalon et Mâcon) : la paroisse Saints-Apôtres-en-Haut-Clunisois, paroisse qui regroupe les villages situés en Haut-Clunisois.

## Lieux et monuments
Est à voir à Trambly :
- l'église Saint-Pantaléon, inscrite aux Monuments historiques en 1926[18].

Se trouvent aux alentours de Trambly : 
- le Lab 71, à Dompierre-les-Ormes ;
- l'Arboretum de Pézanin, à Dompierre-les-Ormes.

## Personnalités liées à la commune
Parmi les personnalités attachées à l'histoire de Trambly figure :
- l'abbé Antoine Fargeton (1904-1981), curé du village de 1967 à sa mort, qui créa à Trambly un musée de la pierre dont les collections furent cédées à la commune[19].

## Pour approfondir